# پیتر ون گیردیل
پیتر ون گیردیل (انگلیسی: Peter van Geersdaele; ۳ ژوئیهٔ ۱۹۳۳ – ۲۰ ژوئیهٔ ۲۰۱۸) تاریخ‌نگار اهل بریتانیا بود. وی بین سال‌های ۱۹۴۹ تا ۱۹۹۳ میلادی فعالیت می‌کرد.
از باشگاه‌هایی که در آن بازی کرده‌است می‌توان به باشگاه فوتبال گریمزبی تاون اشاره کرد.